# Ultraaricia basipuncta
Ultraaricia basipuncta är en fjärilsart som beskrevs av Silbernagel 1946. Ultraaricia basipuncta ingår i släktet Ultraaricia och familjen juvelvingar. Inga underarter finns listade i Catalogue of Life.